# Mugai Ryū
Mugai-Ryū ist ein japanischer Schwertkampfstil, der dem Iaidō zugehört. Iaido ist eine Budō-Disziplin der japanischen Kriegerkaste, der Samurai. Der Begriff Mugai Ryu wird in japanischen Schriftzeichen (Kanji) 無外流 geschrieben. 無 (mu) bedeutet Nichts, 外 (gai) bedeutet außen oder außerhalb und 流 (ryū) bedeutet unter anderem Schule oder Stil. Beschrieben ist der Kampfstil bereits für das 17. Jahrhundert.
In Japan wird der Stil den Koryū (klassische Bujutsu-Disziplin), was auf Deutsch in etwa alte Schule bedeutet, zugeordnet. Die Bezeichnung des Stils wurde durch folgendes Gedicht, dass Tsuji Gettan Sukemochi von seinem Zen-Lehrmeister Sekitan genannt bekommen hat inspiriert: „Ippo jitsu mugai, Kenkon toku ittei Suimo hono mitsu Dochaku soku kosei“ – Die freie Übersetzung des Zitates lautet „Es gibt nichts außer der einen Wahrheit, sie ist allumfassend und immerwährend, die vom Winde getragene Feder ist dieser habhaft, Eintracht zu erfahren, inmitten von Verwirrung, bedeutet Erleuchtung“.
Später wurde Mugai auch der Schreibname von Tsuji Gettan Sukemochi. Die Bezeichnung Mugai-Ryū bezieht sich nur auf den Kampfstil, während die Schulen eigene Namen haben. In einer Zeit, in der keine eindeutige Leitung gegeben war, trennte sich der Stil des Mugai-Ryū in unterschiedliche Überlieferungen (Edo-Mugai-Ryū und Himeji-Mugai-Ryū).

## Geschichte
1648 in der heutigen Präfektur Shiga geboren, besucht Tsuji Gettan Sukemochi im Alter von 13 Jahren das Yamaguchi-Ryu-Dojo in Kyoto, wo er bis zum Abschluss seiner Ausbildung in verschiedenen Stilen des Iai unterrichtet wurde.
Mit 26, nach einem erfolglosen Versuch eine eigene Schule zu betreiben, geht Tsuji Gettan Sukemochi in den Azabu Kyukoji Tempel, in dem er in den Wegen des Zen und der chinesischen Philosophie (siehe Chinesische Philosophie) unterwiesen wird. Gleichzeitig arbeitet er weiter an seiner Schwertkunst. Er erschließt dort grundlegende philosophische Prinzipien, auf denen später sein eigener, eng mit dem Zen verwobener, Stil des Mugai-Ryū-Iaido fußen wird.
45-jährig erlangt Gettan auf dem Weg des Zen Satori, Erleuchtung. Er begründet den Stil des Mugai-Ryū und gründet eine Schule, die über die Jahre zahlreiche hochrangige Samurai und Lehnsfürsten empfängt. Gettan gelangt zu hohem Ansehen, als Meister der Schwertkunst, wie auch als gelehrter des Zen. Auch von seinen erfahrenen Schülern verlangt er die Lehre des Zen als mit der Schwertkampfkunst untrennbar anzusehen und zu praktizieren.
71 Jahre alt wird ihm die höchste Ehre einer Audienz beim Shōgun zuteil, die jedoch nicht mehr zustande kommt, da der Shogun zuvor verstirbt. 1728 stirbt Gettan im Alter von 79 Jahren inmitten friedlicher und tiefer Meditation.

## Lehre bzw. Training
Die Ausbildung des Mugai-Ryū beinhaltet drei Formen des körperlichen Trainings (Kata, Kumitachi und Tameshigiri) und eine geistige Schulung, die – unter anderem als Zen in Bewegung – ein Teil der Philosophie des Zen-Buddhismus ist.
Die Grundlage des Stils und dessen Techniken ist die schnörkellose und zielgerichtete Anwendung von Abwehr- und Angriffstechniken. In höheren Graden werden diese Techniken eingesetzt, um einen Kampf vor einer schwer verletzenden oder gar tödlichen Handlung zu beenden. Diese Techniken können Schwerttechniken, aber auch eine durch Anreicherung von Iai bzw. Ki geschulte Ausstrahlung sein.
Beim Kata-Training gilt vorerst das Iaitō für die Schülergrade und ein Shinken (scharfes Schwert) für die Meistergrade als Trainingsgerät. In höheren Graden können Techniken mit einem kurzen Katana, dem Kodachi oder Wakizashi, oder dem rituellen Dolch der Samurai, dem Tantō, erlernt werden. Zusätzlich gibt es spezielle Techniken für körperlich behinderte Menschen (z. B. einarmige Personen).
Beim Kumitachi benutzen zwei Trainingspartner jeweils ein Bokutō oder in höheren Graden Kodachi- bzw. Wakizashi-Bokuto, um eine gemeinsame Partnerform zu trainieren. Das Kumitachi wird trainiert, um die Distanz zum Gegner und den richtigen Zeitpunkt zur Reaktion auf einen Angriff zu trainieren.
Das Tameshigiri ist ein dem Bruchtest ähnlicher Schnitttest, der mit einem Shinken ausgeführt wird. Ziel des Tameshigiri ist es eine in der Praxis schneidende Schnitttechnik zu trainieren.
Das Training wird in einer meditativen Atmosphäre unter Einhaltung einer Dojo-Etikette ausgeübt und erfolgt in einem festgelegten Ablauf. Zuerst verbeugt der Trainierende sich vorm eigenen Schwert (Tōrei). Später verbeugen sich alle Trainierenden vorm gemeinsamen Weg, dem Trainingsleiter und den anderen Trainierenden (Gōrei). Nach dem Training wird erneut ein gemeinsames Gōrei durchgeführt.

## Trainingsausrüstung
Beim Training werden eine Grundausrüstung und je nach Trainingsform oder Grad des Schülers bzw. Meisters folgende weitere Trainingsgegenstände benötigt.
Grundausrüstung
- Keikogi / Uwagi (Trainingsjacke)
- Hakama (Trainingshose)
- Obi (Gürtel um die Jacke und das Schwert zu befestigen)
- Tabi (Knöchelsocken)

Weitere Trainingsgegenstände
- Iaitō (ungeschliffenes Trainingsschwert, meist aus Aluminium)
- Bokuto oder Bōkken (Holzschwert)
- Kodachi- oder Wakizashi-Bokuto (kurzes Holzschwert)
- Shinken (echtes Katana, außer beim Tameshigiri ist dies nur Meistern vorbehalten)
- Tatami Matten (Matten zum Schneiden beim Tameshigiri aus Igusa-Gras)

## Basistechniken
Basistechniken sind die Grundschnitte (jap. Suburi) und das Kihon-Training.

### Grundschnitte (Suburi)
Die Ausführung der Grundschnitte wird auf eine möglichst ovale Form und mit nach vorn gerichteter Dynamik trainiert, um die Länge des Schwertes und die Geschwindigkeit der Bewegung zu nutzen. Kraft ist hierbei nur bedingt notwendig. Für die Effektivität der Schnitte ist vielmehr ein mit der Schnittrichtung abgestimmter Winkel und eine entsprechende Geschwindigkeit entscheidend.
Im Mugai-Ryū gibt es folgende Grundschnitte:
- Mako Giri (beidhändiger vertikaler Schnitt von oben)
- Kesa Giri Sa (beidhändiger Schnitt mit 30-gradiger Abweichung von rechts oben)
- Kesa Giri Yuu (beidhändiger Schnitt mit 30-gradiger Abweichung von links oben)
- Yako Kesa Giri	 (einhändiger Schnitt mit 45°-Winkel von links unten)
- Yokoichi Monji	 (einhändiger Schnitt horizontal auf Herzhöhe)

### Kihon
Die Kihon-Basistechniken sind eine zusammenhängende Anwendungen von Grundschnitten, Bewegungsabläufen und weiteren Techniken in einem ähnlichen Ablauf wie eine Kata (siehe unten). Die Kihon werden von Anfang an gelehrt und beinhalten alle wichtigen Elemente des Stils. Ihre Elemente finden sich in vielen weiteren Kata wieder und können als ein Maßstab des Könnens der Schüler sowie auch eines Meisters angesehen werden. Im Mugai-Ryū Meishi Ha gibt es folgende Kihon:
- Kihon ichi (deutsch Basis eins)
- Kihon ni (deutsch Basis zwei)
- Kihon san (deutsch Basis drei)

## Kata
Kata gibt es in fast allen japanischen Kampfkünsten (siehe auch Form (Kampfkunst) oder Kata (Karate)). Es sind komplexe Bewegungsabläufe, bei denen der Kampf gegen einen oder mehrere imaginäre Gegner geübt wird. Im Mugai-Ryū-Iaido gibt es sowohl Kata die im Sitzen (Zagi) als auch im Stehen (Tachiwaza) oder aus dem Laufen heraus (Hashirigakari) ausgeführt werden.
Ein Zweck der Kata ist es, die Essenz eines Stils über die Generationen weiterzugeben. Mugai-Ryū ist ein sehr puristischer Stil. Er verzichtet auf jede überflüssige Bewegung mit dem Schwert oder dem Körper und ist auf eine anwendungsbezogene Effektivität ausgerichtet. Die Schnörkellosigkeit lässt den Stil zuerst einfach aussehen. Mit dem Training erkennt der Schüler jedoch, dass genau in der Einfachheit der Anspruch, das Ziel und der Effekt liegen.
Ist der Iaidoka in der Lage diese Erkenntnis Stück für Stück in seinen Alltag zu übertragen, kann er damit über dem körperlichen Training hinaus an einem Fundament für ein glückliches und erfolgreiches Leben arbeiten, was dem zen-buddhistischen Weg entspricht.
Wer die Kata beständig übt, geht dabei nicht nur die festgelegten Schnitte mit dem Schwert, sondern wird auch Verständnis für die jeweilige Form und erdachte Situation erlangen. Der Geist kommt zur Ruhe. Der Übende findet zu sich selbst.
Mit der Ausübung der Kata wird eine Abfolge von Grundschnitten (teilweise auch in leicht veränderter Form) in Bezug auf ihre Anwendung trainiert.

## Mugai Ryu Iaido Kata (Überblick über alle Formen)
Im Mugai-Ryū gibt es 20 offene Kata. Darauf folgen 5 Naiden und 3 Okuden, geschlossene Katas, die nur hohen Dan-Trägern (siehe Dan (Kampfsport)), welche durch den Soke Okurisshou erhalten haben, gelehrt werden.
Goyou 五用 (Zagi)
1. Shin 真
2. Ren 連
3. Sa 左
4. Yuu 右
5. Sha 捨

Goka 五箇 (Zagi)
1. Suigetsu 水月
2. Inchuuyou 陰中陽
3. Youchuuin 陽中陰
4. Hibiki Gaeshi 響き返し
5. Hazumi 破図味

Goou 五応 (Tachiwaza)
1. Munazukushi 胸尽くし
2. Enyou 円要
3. Ryouguruma 両車
4. Nookuri 野送り
5. Gyokkou 玉光

Hashirigakari 走り懸り
1. Maegoshi 前腰
2. Musougaeshi 夢想返し
3. Mawarigakari 回り懸かり
4. Miginoteki 右の敵
5. Shihou 四方

## Kumitachi
Die Partnerübung mit Schwert wird Kumitachi genannt. Neben Kata und Tameshigiri gehört Kumitachi zum essentiellen Mugai-Ryū Training. Mugai-Ryū-Iaido beinhaltet sowohl Iai, als auch Kenjutsu / Kumitachi. Beim Kumitachi kommt fast immer das Bokutō, ein in Form und Aussehen an das Katana angelehntes Schwert aus Hartholz, zum Einsatz. Hiermit üben die Iaidoka Angriffe, Abwehr und Gegenangriffe gemeinsam. In höheren Schüler- oder Meistergraden werden auch Partnerübungen mit dem Kodachi- oder Wakizashi-Bokuto gelehrt.
Neben den Angriff-, Abwehr- und Gegenangrifftechniken werden durch das Kumitachi auch die Distanz zum Gegner und der Zeitpunkt der Reaktion auf einen Angriff als eine der kampfentscheidenden Elemente trainiert.

## Mugai-Ryū Iaihyoudo Kumitachi (Auflistung der Kumitachi-Formen)
Iai No Kata 居合の形
1. Hokuto 北斗
2. Taihaku 太白
3. Inazuma 稲妻
4. Kasumi 霞
5. Ryuusei 流星
6. Kiritome 切留
7. Tsukitome 突留
8. Ukenagashi 受流し
9. Kiriage 切上
10. Kuraizume 位詰

Mugai-Ryū Kenjutsu 無外流剣術
1. Shishiouken 獅子王剣
2. Honshatou 翻車刀
3. Shinmyouken 神妙剣
4. Suigetsukannou 水月感応
5. Gyokurenfudan 玉簾不断

Die folgenden Shinto-Ryū Kenjutsu Kata werden nur im Meishi-Ha Curriculum unterrichtet.
Shinto-Ryū Kenjutsu Shitsu 四通
1. Ukenagashi 受流
2. Inchuu 咽中
3. Myukedome 三受留
4. Tsukidashi 突出

Shinto-Ryū Kenjutsu Hatsu 八通
1. Aissun 相寸
2. Aissun Gyaku 相寸逆
3. Ju 鷲
4. Sarin 左輪
5. Chibarai 乳拂
6. Ukekaishi 受返
7. Nitouai 二刀合
8. Surikomi 擦込

## Tameshigiri
Tameshigiri ist der Schnitttest. Im Mugai-Ryū Meishi-Ha gehört der Schnitttest zum grundlegenden Training und ist Teil der Dan-Prüfungen. Die heutige Bedeutung des Tameshigiri als Training kann mit dem Bruchtest im waffenlosen Kampf verglichen werden.
Hierfür werden speziell gewickelte Matten aus Igusa-Gras, so genannte Tatami Omote, oder Bambusstämme benutzt. Bei einem Tameshigiri-Training werden verschiedene Schnitte, entweder einzeln oder in einer Abfolge, durchgeführt, um die Praktikabilität der erlernten Techniken durch das Kata-Training zu erproben und das eigene Können zu verfeinern. Die jeweiligen Schnitte sind meist die oben genannten Grundschnitte. Bei den Schnittabfolgen kann es sich um eine oben aufgeführte Kata handeln.
Für die richtige Ausübung der Schnitte ist der Winkel der Klinge exakt mit dem Winkel des Schnittes in Übereinstimmung zu bringen, da anderenfalls das Schwert verkantet und der saubere Schnitt vereitelt wird. Dies kann sogar zum Bruch der Klinge führen.
Ein wichtiger Lerneffekt durch das Tameshigiri ist es, zu verstehen, dass für einen Schnitt mit dem Katana keine große Kraftanstrengung, sondern vielmehr eine ausgereifte Technik und Geschwindigkeit notwendig ist.

## Großmeister und Stammhalter (jap. Sōke) des Mugai Ryu
Den Stil des Mugai-Ryū haben folgende Großmeister und Stammhalter (jap. Titel: Sōke) geprägt und überliefert.
| Generation | Name                           | Edo-Mugai-Ryū |
| ---------- | ------------------------------ | ------------- |
| 1          | Tsuji Gettan Sukemochi Gründer | Edo           |
| 2          | Tsuji Uheita                   | Edo           |
| 3          | Tsuji Kimata Sukehide          | Edo           |
| 4          | Tsuji Bunzaemon Suketaka       | Edo           |
| 5          | Tsuji Kimata Sukeyuki          | Edo           |
In der 6. Generation kam es zu einer Aufspaltung des Stils in zwei Wirkungsstätten (siehe hierzu mehr unter Überlieferungssituation).
| Generation | Name                       | Wirkungsstätte | Name                          | Wirkungsstätte |
| ---------- | -------------------------- | -------------- | ----------------------------- | -------------- |
| 6          | Tsuji Bunzaemon Sukenobu   | Edo            | Takahashi Hachisuke Mitsusuke | Himeji         |
| 7          | Tsuji Kinichiro Yoshishige | Edo            | Takahashi Tatsuzo Mitsuharu   | Himeji         |
| 8          | Tsuji Kimata Shibaoka      | Edo            | Takahashi Hachisuke Shigeyuki | Himeji         |
| 9          | Tsuji Kamegoro Sadatoku    | Edo            | Takahashi Tetsuo Takeshige    | Himeji         |
Edo-Mugai-Ryū
Nach der 9. Generation starb die Linie des Edo-Mugai-Ryū mit Tsuji Kamegoro Sadatoku aus.
Himeji-Mugai-Ryū
Takahashi Hachisuke Mitsusuke war der älteste Sohn von Takahasi Shoue Akishige und wurde im 3. Jahr der Kanei-Epoche (engl.) (1927) im Haus des Sakai-Clan (engl.) in Edo geboren. Er studierte mit Tsuji Bunzaemon Sukenobu, dem späteren 6. Sōke der Linie des Edo-Mugai-Ryū anfangs noch unter Tsuji Bunzaemon Suketaka (4. Sōke) und später unter Tsuji Kimata Sukeyuki (5. Sōke).
Er lehrte den Sakai Clan als offizieller Iai-Lehrer. Mit 43 Jahren wurde er von Edo nach Himeji als oberster Iai-Lehrer des Sakai Clanzurückbeordert.
Da Mugai-Ryū in der Edo-Linie mit dem 9. Sōke, Tsuji Kamegoro Sadatoku, ausstarb, trugen Takahashi Hachisuke Mitsusuke und seine Nachfolger das traditionelle Mugai-Ryū durch die Bakumatsu-Ära, die als das Ende des Shōgunats der Tokugawa und Anfang der Meiji-Epoche bekannt ist.
| Generation | Name                     | Wirkungsstätte      |
| ---------- | ------------------------ | ------------------- |
| 10         | Takahashi Kyutaro Koun   | DaiNippon Butokukai |
| 11         | Nakagawa Shiryo Shinichi |                     |
Nach Nakagawa Sensei gab und gibt es folgende Menkyo Kaiden Träger:
- Nakatani Takashi
- Shirai Ryotaro
- Toda Motohisa
- Okamoto Yoshiharu
- Konishi Misakazu
- Nagasawa Masao
- Niina Toyoaki Gyokuso
- Sega Yoshiyuki
- Konishi Shin
- Tamenori Akitada
- Fujimura Michio
- Nakatani Masaya
- Furuhata Kimiyuki